# Intersport
Intersport GmbH je mezinárodní prodejce sportovního vybavení, který sídlí v Bernu. 

## Historie
V roce 1924 vznikla společnost La Hutte, z níž se postupně vyvinul Intersport. Tato společnost se stále rozšiřuje. Od roku 1983 vyvinula společnost Intersport některé mezinárodní sportovní značky jako je McKinley, Etirel nebo TecnoPro. V dalších letech vznikaly další značky ProTouch a Energetics a FireFly. Jejich mezinárodní slogan je „Srdcem sportu“.

## Intersport v Česku
Intersport přišel na český trh dne 29. května 1998. Dnes má v Česku 36 prodejen.